# Proposizione avversativa latina
La proposizione avversativa è una proposizione subordinata avverbiale che esprime un contenuto che si oppone a quello della reggente (ad esempio in italiano è introdotta dalle congiunzioni mentre, invece, laddove e i modi indicativo o condizionale).
In latino si rendono tipicamente mediante la congiunzione cum e il modo congiuntivo (cum avversativo). La negazione si forma semplicemente con non.

## Esempi
- | «Cur igitur Lysias et Hyperides amatur, cum penitus ignoretur Cato?»            |
| «Perché allora Lisia e Iperide sono amati, mentre Catone è ignorato del tutto?» |

- | «Cum depereant silices aevo, carmina morte carent.»                |
| «Mentre le pietre col tempo si polverizzano, la poesia non muore.» |

- | «Hodie qui fuerim liber, eum nunc potivit pater servitutis.»                 |
| «Mentre fino a stamane ero libero, ora il padre mi ha ridotto in schiavitù.» |

Nota: in quest'ultimo esempio viene utilizzata una struttura diversa, cioè quella con la proposizione relativa al congiuntivo.

### Osservazioni
Alcune osservazioni o limitazioni:
- È possibile trovare il cum avversativo anche con il modo indicativo (anche se ciò e abbastanza raro):

| «Insanire me aiunt, ultro cum ipsi insaniunt.»          |
| «Dicono che sono pazzo, dove invece i pazzi sono loro.» |

- Bisogna prestare molta attenzione a capire il senso del cum. Talvolta non è sempre chiara la distinzione tra quello avversativo e quello concessivo:

| «Phocion fuit perpetuo pauper, cum divitissimus esse posset.»                             |
| «Focione fu sempre povero, sebbene potesse essere ricchissimo. (1° possibile traduzione)» |

| «Phocion fuit perpetuo pauper, cum divitissimus esse posset.»                                   |
| «Focione fu sempre povero, mentre avrebbe potuto essere ricchissimo. (2° possibile traduzione)» |

## Strutture alternative
Altri modi di esprimere la proposizione avversativa sono attraverso il participio congiunto, l'ablativo assoluto o (come con il terzo esempio) attraverso la relativa impropria (ossia la subordinata introdotta dal pronome relativo seguito dal congiuntivo in luogo dell'indicativo).